# Isidoro Capitanio
Isidoro Capitanio (Brescia, 8 settembre 1874 – Brescia, 29 dicembre 1944) è stato un pianista e compositore italiano, animatore della vita culturale e musicale della Brescia fra le due guerre.

## Biografia
Guglielmo, suo padre, era anche lui musicista e gli insegnò i primi rudimenti di quell'arte; poi lo affidò  al magistero pianistico di Paolo Chimeri dal quale Isidoro, ancora giovanissimo, apprese la tecnica del pianoforte. Studiò poi organo con Gaetano Mascardi e composizione con Guglielmo Mapelli. Iniziò la sua carriera musicale a Brescia come organista, attività che dal 1895 continuò a Casalbuttano.
Tornato a Brescia nel 1900, dopo la morte del padre, ottenne, a seguito di concorso, il posto di insegnante di armonia, solfeggio cantato e pianoforte complementare al “Civico Istituto Musicale Venturi”, divenuto poi “Conservatorio Luca Marenzio” di Brescia e, nel 1911 presso il “Liceo musicale Giovanni Battista Martini” di Bologna si diplomò in composizione, ampliando la portata del suo insegnamento. L’insegnamento infatti fu la parte più pregnante della sua intensa attività musicale e dalla sua scuola, nutrita da “un saldo  artigianato” uscirono, tra gli altri, validi musicisti come Gian Luigi Tonelli, Luigi Manenti e Franco Margola.
 Pur essendo un eccellente pianista preferì esibirsi come elemento di formazioni da camera. Suonò infatti prima nel “Trio di Brescia” poi nel “Trio Capitanio-Francesconi” e nel “Quintetto Capitanio-Francesconi” fondati entrambi da lui stesso, in collaborazione col violoncellista Gino Francesconi. Il loro repertorio spaziava dai compositori del primo e del tardo romanticismo agli impressionisti e comprendeva anche autori contemporanei come Ildebrando Pizzetti.
Compose molta musica sacra e profana: da camera, sinfonica, corale,  per pianoforte, per organo, per canto e pianoforte  e un'opera lirica, rimasta ineseguita, "Pasqua fiorentina".

### Annotazioni
1. ↑  “...Per la generazione dei giovani bresciani di allora fu soprattutto l’insegnamento di Capitanio a svolgere un ruolo seminale nella prospettiva della formazione compositiva...”
2. ↑  Gli altri strumentisti erano: Maria Francesconi -Trentini, violino e Fernanda Buranello, violoncello.

### Fonti
1. 1 2 3 4   Maria Leali, Capitanio Isidoro, su Fondazione Civiltà Bresciana (a cura di), Enciclopedia Bresciana, Opera Diocesana San Francesco di Sales. URL consultato il 4 marzo 2023.
2. 1 2 3   Augusto Mazzone, Comporre musica a Brescia negli ultimi cent’anni (PDF), su Ateneo di Brescia, Annali di storia bresciana - 5, dicembre 2017,  pp. 337-342.